# Mineiros
Mineiros es una ciudad brasileña localizada en el suroeste del estado de Goiás. Cuenta con una población de 70 081 habitantes (2023). Se encuentra a 420 km de Goiânia y 650 km de Brasília.